# Krokgölen (Hammars socken, Närke)
Krokgölen är en sjö i Askersunds kommun i Närke och ingår i Motala ströms huvudavrinningsområde. Sjöns area är 0,005 kvadratkilometer och den är belägen 184 meter över havet.